# Messein
Messein és un municipi francès situat al departament de Meurthe i Mosel·la i a la regió del Gran Est. L'any 2007 tenia 1.650 habitants.

## Demografia

### Població
El 2007 la població de fet de Messein era de 1.650 persones. Hi havia 633 famílies, de les quals 139 eren unipersonals (40 homes vivint sols i 99 dones vivint soles), 211 parelles sense fills, 243 parelles amb fills i 40 famílies monoparentals amb fills.
La població ha evolucionat segons el següent gràfic:
Habitants censats

### Habitatges
El 2007 hi havia 804 habitatges, 650 eren l'habitatge principal de la família, 122 eren segones residències i 33 estaven desocupats. 573 eren cases i 100 eren apartaments. Dels 650 habitatges principals, 521 estaven ocupats pels seus propietaris, 111 estaven llogats i ocupats pels llogaters i 17 estaven cedits a títol gratuït; 7 tenien una cambra, 40 en tenien dues, 88 en tenien tres, 183 en tenien quatre i 332 en tenien cinc o més. 474 habitatges disposaven pel capbaix d'una plaça de pàrquing. A 275 habitatges hi havia un automòbil i a 290 n'hi havia dos o més.

### Piràmide de població
La piràmide de població per edats i sexe el 2009 era:
| Homes | Edats   | Dones |
| ----- | ------- | ----- |
| 0     | 95 o +  | 0     |
| 0     | 90 a 94 | 0     |
| 4     | 85 a 89 | 8     |
| 8     | 80 a 84 | 8     |
| 20    | 75 a 79 | 44    |
| 24    | 70 a 74 | 12    |
| 20    | 65 a 69 | 52    |
| 24    | 60 a 64 | 20    |
| 32    | 55 a 59 | 28    |
| 52    | 50 a 54 | 44    |
| 84    | 45 a 49 | 84    |
| 64    | 40 a 44 | 76    |
| 52    | 35 a 39 | 64    |
| 48    | 30 a 34 | 44    |
| 32    | 25 a 29 | 40    |
| 60    | 20 a 24 | 36    |
| 84    | 15 a 19 | 44    |
| 52    | 10 a 14 | 64    |
| 36    | 5 a 9   | 64    |
| 28    | 0 a 4   | 24    |

## Economia
El 2007 la població en edat de treballar era de 1.119 persones, 830 eren actives i 289 eren inactives. De les 830 persones actives 759 estaven ocupades (382 homes i 377 dones) i 72 estaven aturades (48 homes i 24 dones). De les 289 persones inactives 101 estaven jubilades, 112 estaven estudiant i 76 estaven classificades com a «altres inactius».

### Ingressos
El 2009 a Messein hi havia 722 unitats fiscals que integraven 1.870 persones, la mediana anual d'ingressos fiscals per persona era de 19.430 €.

### Activitats econòmiques
Dels 96 establiments que hi havia el 2007, 2 eren d'empreses alimentàries, 5 d'empreses de fabricació de material elèctric, 10 d'empreses de fabricació d'altres productes industrials, 26 d'empreses de construcció, 17 d'empreses de comerç i reparació d'automòbils, 8 d'empreses de transport, 4 d'empreses d'hostatgeria i restauració, 5 d'empreses d'informació i comunicació, 1 d'una empresa financera, 7 d'empreses de serveis, 6 d'entitats de l'administració pública i 5 d'empreses classificades com a «altres activitats de serveis».
Dels 28 establiments de servei als particulars que hi havia el 2009, 1 era una oficina de correu, 1 funerària, 1 taller de reparació d'automòbils i de material agrícola, 3 paletes, 3 guixaires pintors, 2 fusteries, 8 lampisteries, 2 electricistes, 2 empreses de construcció, 2 perruqueries i 3 restaurants.
Dels 2 establiments comercials que hi havia el 2009, 1 era una botiga de menys de 120 m² i 1 una fleca.
L'any 2000 a Messein hi havia 3 explotacions agrícoles.

## Equipaments sanitaris i escolars
El 2009 hi havia una escola elemental.

## Poblacions més properes
El següent diagrama mostra les poblacions més properes.